# Huracán Alicia
El huracán Alicia fue la tercera depresión, primera tormenta y único huracán mayor de la inactiva temporada de huracanes en el Atlántico de 1983. Fue el primer huracán en tocar la masa continental estadounidense desde el huracán Allen de la temporada de 1980. Arremetió directamente contra Galveston y Houston, Texas, causando daños por valor de 2 600 millones de dólares estadounidenses en daños y matando a 21 personas, haciéndolo el más devastador en Texas desde el huracán Carla de la temporada de 1961. El huracán Alicia se convirtió en el último huracán mayor (de Categoría 3 o superior) que golpeó a Texas hasta que el huracán Bret de 1999 tocó tierra. Alicia fue la primera tormenta de la cual el Centro Nacional de Huracanes predijo probabilidades de que tocara tierra. Ésta se convirtió en la primera de mil millones de dólares o más en daños para Texas. Este huracán fue significativo por la tardía evacuación de la isla de Galveston (siendo que el ojo de la tormenta viajaría por la ruta de evacuación de Galveston a Houston por la Interestatal 45) y fue notable por los nuevos rascacielos que mantenían en el tejados objetos y grava sueltos que golpearon muchos ventanas, situación que instó a cambiar los códigos en la construcción de tejados.
El huracán Alicia golpeó al sureste de Texas, convirtiéndose en el primer huracán en golpear tierra firme estadounidense desde el huracán Allen en septiembre de 1980. El tiempo entre las dos tormentas totalizó tres años y ocho días (998 días). La racha fue la más larga desde el periodo ocurrido desde septiembre de 1929 hasta agosto de 1932.

## Historia meteorológica

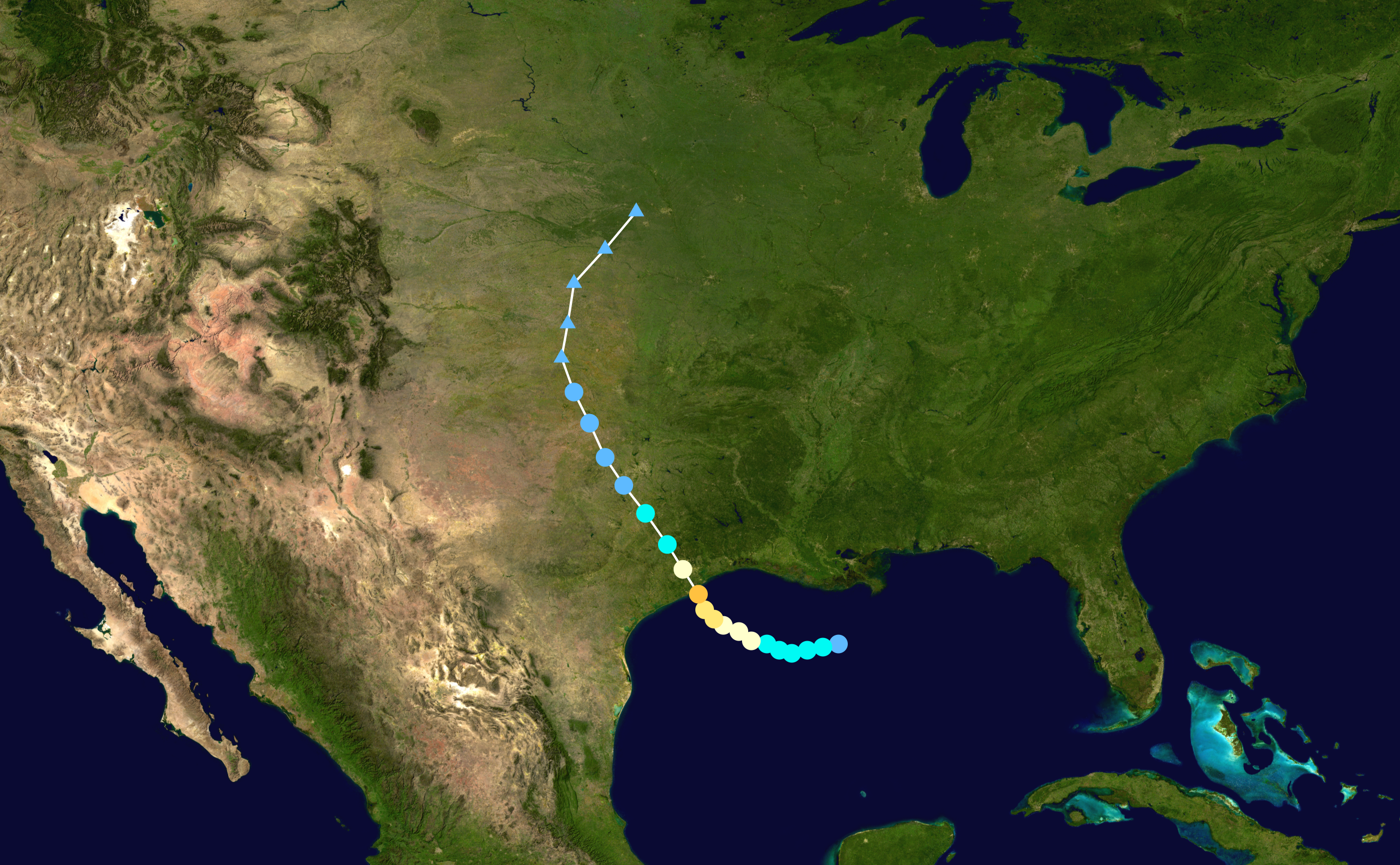
Trayectoria de la tormenta.

Una mesoescala de baja presión se formó en Alabama y en las costas de Misisipi el 14 de agosto con un frente débil por toda la zona que se había formado desde Nueva Inglaterra. La presión estaba alta en el golfo de México, pero la baja se consolidó en la Depresión Tropical 3 el 15 de agosto. Un barco localizado a 96,5 kilómetros de la depresión reportó una presión de 1015,5 milibares, y la tormenta ganó categoría de Tormenta Tropical al final de ese 15 de agosto. Con las altas presiones del golfo, Alicia fue incapaz de ganar en tamaño, manteniéndose pequeña, pero había generado vientos más rápidos convirtiéndose en  huracán categoría 1 el 16 de agosto. El cauce de las corrientes se mantuvo débil mientras Alicia se mantuvo en el mar. Una nueva cresta frontal se formó el 17 de agosto que causó que el flujo de la tormenta se dirigiera al oeste. 

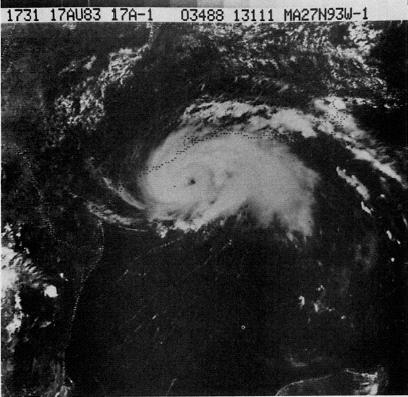
Huracán Alicia el 17 de agosto de 1983.

Continuó su movimiento hacia el oeste hasta que la cresta frontal amainó al este. Alicia tomó rumbo hacia el norte el 18 de agosto, dirigiéndose hacia Port Arthur (Texas). Durante ese trayecto, el huracán comenzó a ganar fuerza en alrededor de 1 mb por hora, alcanzado los 963 mb con vientos de 185 km/h en la mañana del 18. Justo antes de tocar tierra, Alicia dejó ver un raro "doble ojo" por varias horas. La tormenta tocó tierra cerca de Galveston como huracán de categoría 3 alrededor de la 1:45 a. m. CDT del jueves 18 de agosto. Alicia se debilitó rápidamente después de haber tocado tierra, perdiendo características tropicales y acelerando hacia el noroeste, y finalmente perdiendo su identidad en la esquina sureste de Nebraska el 21 de agosto.

## Acciones preventivas
Hubo varios avisos y advertencias emitidas con referencia a Alicia. Las primeras fueron un aviso de tormenta y una advertencia de huracán para el área de Corpus Christi (Texas) hasta Grand Isle (Luisiana) dada el 16 de agosto. El 17, una advertencia de huracán fue publicada de  Corpus Christi hasta Morgan City (Luisiana) y posteriormente desde Port Arthur (Texas) a todo el sur.
Inicialmente, sin embargo, los residentes no se tomaron los avisos en serio. El alcalde de Galveston Gus Manuel, en contra del consejo del gobernador de Texas Mark White, ordenó solamente la evacuación de las áreas más cercanas al mar (cerca del 30 % de la población de Galveston evacuó la isla cuando el huracán Allen amenazó la costa este de Texas en 1980; solo el 10 % de la población que vivía detrás del rompeolas decidió irse cuando Alicia se acercó a tierra). Cuando avanzó el día, al incrementarse los vientos que comenzaron a causar daños a Galveston, las personas comenzaron a preocuparse. El alcalde finalmente emitió la orden general de evacuar la isla después de la medianoche del 18 de agosto, pero para entonces, los puentes a tierra firme estaban inutilizables.

## Impacto

### Texas
Galveston reportó 197 mm (7¾ pulgadas) de lluvia, Liberty 241 mm, Greens Bayou cerca de 254 mm. Centerville reportó más de 203 mm, y Normangee junto con Noxia reportaron más de 178 mm. El promedio máximo de precipitación en el área de Houston, en el condado de Harris fue de entre 254 y 279 mm, mientras que 203,2 mm fueron anunciados en el condado de Leon y 229 mm en el área del río Sabine. Veloces ráfagas fueron reportadas a través de Texas, desde el bote guardacostas Buttonwood (WLB-306) con un máximo de 201 km/h emitido desde la punta noreste de la isla de Galveston. Pleasure Pier reportó marejadas de 2,6 metros, y Pier de 1,7 m. Baytown, Texas informó olas de 3 m y Morgan City de 3,7 m el máximo registrado por Alicia.
Veintitrés tornados fueron reportados asociados con Alicia, catorce de ellos localizados en el área de Galveston y del Aeropuerto Hobby. Los otros nueve se concentraron alrededor de Tyler y de Houston, llegando alrededor de F2 en la escala Fujita. Un gran derrame de petróleo ocurrió alrededor de Texas City, con cerca de sesenta galones que tuvieron que ser limpiados por el Servicio Meteorológico Nacional, y un remolcador marítimo zozobró a 80 kilómetros de la costa de Sabine Pass- La Coast Guard Air Station Houston (AIRSTA) (Estación Aérea de la Guardia Costera de Houston) sorteó a Alicia recibiendo pocos daños, asistiendo después a la evacuación de los residentes mediante helicópteros, llevando también suministros y haciendo vuelos de reconocimiento. La oficina del Servicio Meteorológico Nacional perdió temporalmente el uso del radar. Houston sufrió miles de millones en daños. Miles de paneles de vidrio en rascacielos al sur de la ciudad fueron golpeados por grava lanzada por los fuertes vientos desde los techos. Aunque Alicia fue un pequeño huracán categoría 3, destruyó un total de 2297 viviendas, con más de 3000 recibiendo daños mayores. Más de 10 000 residencias tuvieron daños menores, Houston Lighting and Power (Luz y fuerza de Houston) reportó que alrededor de 750 000 hogares fueron dejados sin electricidad después de que Alicia arremetiera. Muchas tiendas se mantuvieron cerradas debido al riesgo de que cayera vidrio en el área.

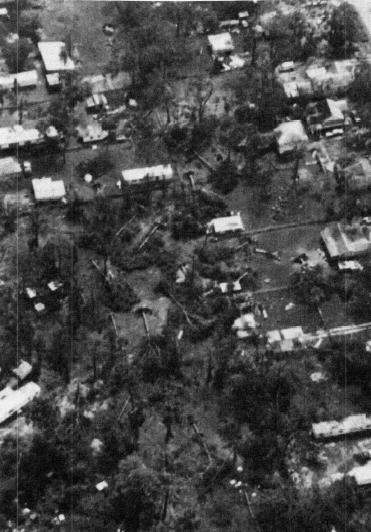
Daños causados por Alicia, fotografiado por un helicóptero de la NOAA.

En Galveston, la línea de la playa pública de la costa oeste fue recorrida hacia atrás 46 metros. Parte del revestimiento de la pared externa del Hotel Flaghisp colapsó. Cerca de 1,5 metros de arena fue retirada, dejando el frente de la playa en un natural estado vegetal. Las casas junto a la playa después de Alicia violaban el Acta de Playas Abiertas de Texas y la oficina del procurador general prohibió la reparación o reconstrucción de estas viviendas. El cuerpo de ingenieros afirmó que si el rompeolas de Galveston no hubiera estado ahí, otros 100 millones de dólares en daños hubieran ocurrido. También, si Alicia hubiera sido del tamaño del huracán Carla de 1961, el daño se pudo haber duplicado e incluso triplicado. Alicia dañó también plantas químicas y petroquímicas en Houston.

### Otros estados

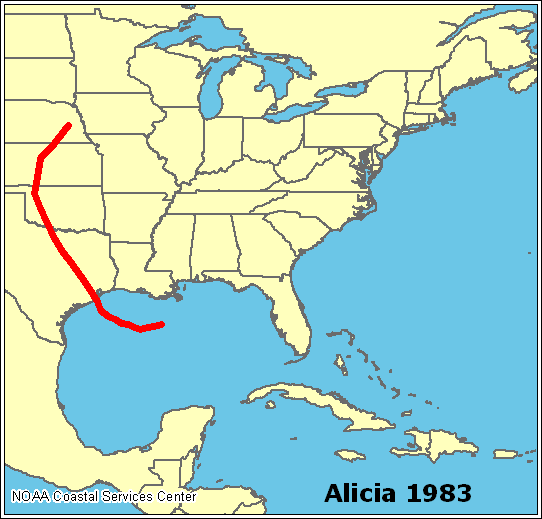
Trayectoria de Alicia por Texas y otros estados.

Grandes cantidades de precipitación se registraron con 8 a 14 centímetros en la parte sur-central del estado, en una franja curvada. La lluvia alcanzó hasta 127 mm en la misma área, aunque solo se presentó en esta ubicación. Kansas solo recibió de 27 a 76 mm, que fueron registrados entre la parte este y central del estado. La esquina sureste de Nebraska reportó 25 mm de lluvia por los remanentes de Alicia. Míchigan, Iowa, Minnesota, Luisiana y Wisconsin recibieron 25 mm de precipitación.
Alicia trajo benéficas lluvias para las planicies del sur, que habían sufrido una sequía en gran parte de ese verano. Al final, Alicia mató a 21 personas causando 2000 millones de dólares estadounidenses en daños.

## Secuelas
La Cruz Roja tuvo que proveer comida y refugio a 63 000 personas como consecuencia del huracán, costando cerca de 166 millones de dólares, la FEMA aportó $32 millones a las víctimas de Alicia y al gobierno local. $23 millones de esa cantidad se destinaron para recoger los escombros esparcidos por el huracán. Más de 16 000 personas recibieron ayuda de los centros de servicio para el desastre de FEMA. La administración para la pequeña empresa, ayudó con 56 voluntarios, entrevistó a más de 16 000 víctimas, y se estima que cerca de 7000 solicitudes de préstamo fueron admitidas. La Agencia Aseguradora Federal cerró 1318 casos de seguros por inundación posteriores a Alicia, aunque al final solo recibieron el pago 782.
El 23 y el 24 de septiembre de 1983, como consecuencia de Alicia, dos subcomités de la Cámara de Representantes de los Estados Unidos sostuvo audiencias en Houston. La audiencia del 23 se destinó para examinar los temas clave del Servicio Meteorológico Nacional durante Alicia, la efectividad de NWS en procedimientos del momento, y el uso que se le daba a esa organización. La segunda audiencia, ocurrida el 24 de septiembre, trató el debate sobre el daño y los esfuerzos de recuperación posteriores a Alicia.
Durante la audiencia del 23 de septiembre, los testigos estuvieron de acuerdo en que el Servicio Meteorológico Nacional había actuado bien antes y durante la emergencia causada por Alicia. Los pronosticadores del NWS también testificaron en lo que dijeron que daban gracias de haber hecho las predicciones exactamente "al objetivo" y que los planes locales de emergencia habían funcionado correctamente salvando muchas vidas. El alcalde Gus Manuel afirmó que el NWS hizo un excelente trabajo durante Alicia. Estaba también muy impresionado acerca de las predicciones del momento en que tocaría tierra el 17 de agosto, hechas antes de que tocara tierra.
En la audiencia del 24 de septiembre, se presentó evidencia que demostraba la necesidad de mejorar la preparación para sobrellevar desastres, como Alicia. El alcalde Manuel mencionó que su ciudad necesitaba códigos más fuertes sobre la construcción, que seguían sobre revisión.

### Retiro del nombre
El nombre "Alicia" fue retirado en la primavera de 1984, convirtiéndose en la 30.ª tormenta en retirar su nombre y no volver a ser utilizado para un huracán del Atlántico. Fue reemplazado por "Allison" en la temporada de 1989. El nombre "Allison" también ha sido retirado, después de causar graves daños por una inundación en la misma área siendo la Tormenta Tropical Allison en junio de 2001.